# Fältpipa
| I denna artikel     |
| används tonnamnen   |
| B♭ och H.           |
| Se olika skrivsätt. |

Fältpipa är ett blåsinstrument som användes i den svenska armén under 1600- och 1700-talet och nyttjades av spelets så kallade pipare. Pipan kunde även kallas reveljpipa.
Fältpipa eller i dagligt tal pipa är en liten tvärflöjt med sju hål i regel stämd i B♭. Ibland är det sjunde hålet försett med en klaff. Instrumentet kallas också infanteripipa. Instrumentet har använts av arméer sedan 1300-talet för att höja moralen hos soldaterna under långa förflyttningar samt för att spela signaler med olika betydelser. I Sverige ersattes fältpipan under 1800-talet av jägarhornet på grund av en mer utspridd stridsteknik. Den sista kåren med fältpipor i Sverige ingick i Svea livgardes musikkår under "Vackre Herrman" under slutet av 1800-talet. Instrumentet fick en renässans i och med bildandet av Svea livgardes fältpiparkår  och några år senare i Arméns trumkår.